# Porsa
Porsa é uma cidade e um município no distrito de Morena, no estado indiano de Madhya Pradesh.

## Geografia
Porsa está localizada a 26° 40′ N, 78° 22′ L. Tem uma altitude média de 154 metros (505 pés).

## Demografia
Segundo o censo de 2001, Porsa tinha uma população de 33 097 habitantes. Os indivíduos do sexo masculino constituem 54% da população e os do sexo feminino 46%. Porsa tem uma taxa de literacia de 66%, superior à média nacional de 59,5%: a literacia no sexo masculino é de 75% e no sexo feminino é de 56%. Em Porsa, 17% da população está abaixo dos 6 anos de idade.